# Reginaldo Scrovegni
Pour les articles homonymes, voir Scrovegni.
Reginaldo Scrovegni ou Reginaldo degli Scrovegni est un notable padouan du XIIIe siècle, fondateur de la famille du même nom. Représentant la caste des usuriers, il est placé par Dante dans le troisième giron du septième cercle de l'Enfer dans la Divine Comédie. 

## Biographie
Fils d'Ugolini, Reginaldo Scrovegni (ou Rainaldo, ou Rinaldo Degli Scrovegni selon les ouvrages) est considéré comme le premier membre important de la famille Scrovegni. Padouan, il épouse une Vicentine, Capellina Malcapelli, favorisant ainsi l'expansion de son commerce. 
Les premiers documents retraçant son activité de prêteur sur gage remontent à l'année 1261 où on le trouve mentionné comme créditeur d'une dette de cent lires et vingt deniers vénètes sur un parchemin. S'étant acquis la confiance du clergé, il assure à partir de 1268 la perception de la dîme dans les communes dépendant du fief de l'évêque de Padoue où il acquiert toujours plus de terres, faisant fructifier son patrimoine en habile gestionnaire. Il étend sa puissance sur les terres du fief de l'évêque de Vicence et par l'achat avec son fils Manfredo du château de Trambache. 
Son ambition politique n'apparaît pas dans les documents, qui sera le fait de ses fils, mais son influence au palais communal est certaine et il se trouve ainsi à la tête d'un fief conféré en 1283 puis 1288 par les évêques de Padoue pour servicia et beneficia gratiosa in palatio communis Paduae. 
Il n'y a plus trace de son activité à partir de cette date. Il meurt certainement avant 1290, date à laquelle son commerce apparaît comme étant aux mains de ses fils. Pietro Selvatico raconte qu'à sa mort sa maison fut assaillie par la foule de ses ennemis et ses propriétés détruites par un incendie sans que la puissance de la famille en soit pour le moins entamée. 
Son fils Enrico est à l'origine de la chapelle dont les fresques furent réalisées par Giotto.

## LaDivine Comédie
Dans la Divine Comédie, Dante place les usuriers dans le troisième giron du septième cercle où sont punis les violents contre l'art, assis sous une pluie de feu, leurs armoiries au cou. Le poète, laissant un moment Virgile, descend à leur rencontre et est apostrophé par Reginaldo Scrovegni : « E un che d'una scrofa azzurra e grossa / segnato avea lo suo sacchetto bianco, / mi disse [...] / Con questi Fiorentin son padoano »